# Carlos Pereira Olmedo
Carlos Alberto Pereira Olmedo (Asunción, 30 de noviembre de 1965) es un contador, abogado y político paraguayo. Ha ocupado diversos cargos públicos, incluyendo la presidencia del Banco Nacional de Fomento, el Ministerio de la Secretaría Técnica de Planificación, el Ministerio de Urbanismo, Vivienda y Hábitat, el cargo de consejero del Instituto de Previsión Social (IPS) y, desde 2025, interventor de la Municipalidad de Asunción.

## Formación académica
Es licenciado en Contabilidad por la Universidad Nacional de Asunción y abogado matriculado en la Corte Suprema de Justicia del Paraguay. Posee un Máster en Administración de Empresas por la Universidad Católica Nuestra Señora de la Asunción y el INCAE, graduado con distinción en 1997.  
Cuenta con un Postgrado en Gestión Empresarial por la Universidad Americana (1994) y la certificación internacional CAMS (Certified Anti-Money Laundering Specialist) en auditoría para prevención de lavado de dinero, otorgada en los Estados Unidos.  
En 2019 recibió un Doctorado Honoris Causa por la Florida Global University (Estados Unidos) por su trayectoria profesional.

## Carrera profesional

### Sector privado y docencia
Se ha desempeñado como gerente, director de empresas privadas y auditor externo de entidades financieras y comerciales. Desde 1998 es catedrático en la Universidad Tecnológica de Asunción, titular de la cátedra de Contabilidad Bancaria.

### Banco Nacional de Fomento (BNF)
Fue presidente del Banco Nacional de Fomento desde septiembre de 2012 hasta agosto de 2018.

### Secretaría Técnica de Planificación (STP)
En septiembre de 2018, el presidente Mario Abdo Benítez lo designó Ministro de la Secretaría Técnica de Planificación.

### Ministerio de Urbanismo, Vivienda y Hábitat (MUVH)
El 3 de noviembre de 2020 asumió como ministro del Ministerio de Urbanismo, Vivienda y Hábitat, en reemplazo de Dany Durand, mediante el Decreto N.º 4276.

### Instituto de Previsión Social (IPS)
En agosto de 2023 fue designado Consejero Titular del Instituto de Previsión Social (IPS) en representación del Ministerio de Trabajo, Empleo y Seguridad Social, por Decreto N.º 148.

## Intervención en la Municipalidad de Asunción
En junio de 2025, mediante el Decreto N.º 4059 emitido por el presidente Santiago Peña, fue designado interventor de la Municipalidad de Asunción, para realizar una auditoría y revisión de la gestión del intendente Óscar "Nenecho" Rodríguez, en el marco de una intervención aprobada por la Cámara de Diputados según la Ley N.º 317/1994.
Asumió formalmente el 24 de junio de 2025 en una ceremonia en el Salón de los Intendentes, anunciando que su intervención duraría inicialmente 60 días, enfocándose en garantizar transparencia y continuidad de los servicios municipales.  
Durante su gestión como interventor:
- Separó de sus cargos al jefe de Gabinete y al director de Finanzas como primeras medidas institucionales.
- Gestionó el pago de salarios de junio para los funcionarios municipales, desactivando movilizaciones previstas por el retraso en los haberes.
- En agosto de 2025 informó que la fiscalización estaba en su etapa final y que coincidía con las observaciones de la Contraloría General de la República, con algunas precisiones adicionales.

## Reconocimientos
- Doctorado Honoris Causa por la Florida Global University (2019).
- Mención de Honor otorgada por la promoción de egresados de Ciencias Contables de la Universidad Tecnológica de Asunción.